# Catholicon (dicionário trilíngue)

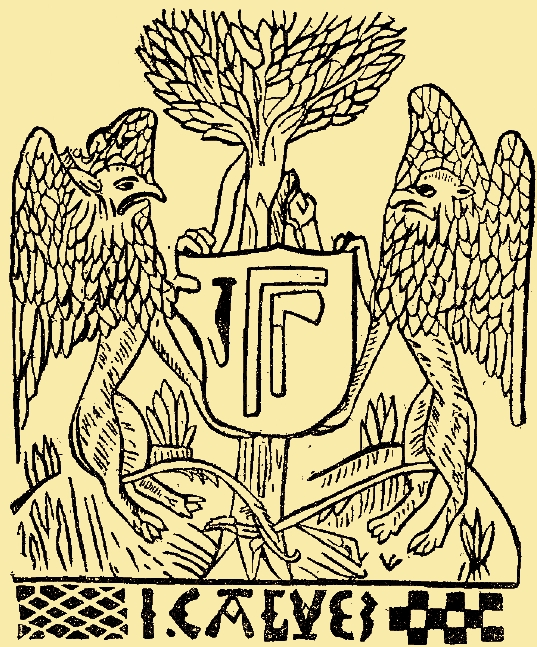
Dispositivo da impressora Jehan Calvez 1499

Catholicon (do grego Καθολικόν 'universal') é um dicionário do século 15 escrito em bretão, francês e latim. É o primeiro dicionário bretão e também o primeiro dicionário francês. Contém seis mil entradas e foi compilado em 1464 pelo sacerdote bretão Jehan Lagadeuc. Foi impresso em 1499 em Tréguier. Um manuscrito do dicionário está preservado na biblioteca nacional de Paris, identificado como latim 7656.
Este Catholicon é referido por alguns historiadores como o Catholicon Armoricum, em referência a Armorica, que é um nome para a Bretanha em latim. É um dicionário diferente do Catholicon Anglicum, que é um dicionário inglês-latino compilado quase ao mesmo tempo na Inglaterra. O Catholicon Armoricum também deve ser distinguido do Catholicon de João de Gênova, um dicionário datado do final do século 13 escrito na Itália.